# Communauté de communes Cévennes Vivaroises
La communauté de communes Cévennes et Vivaroises est une ancienne communauté de communes française, située dans le département de l'Ardèche et la région Rhône-Alpes.

## Histoire
La communauté de communes est dissoute le 30 décembre 2013 pour former la communauté de communes Pays des Vans en Cévennes avec deux autres intercommunalités. De son côté la commune de Sablières rejoint la communauté de communes du Pays Beaume-Drobie.

## Composition
Elle est composée de 4 communes :
| Nom                        | Code Insee | Gentilé      | Superficie (km2) | Population (dernière pop. légale) | Densité (hab./km2) |
| -------------------------- | ---------- | ------------ | ---------------- | --------------------------------- | ------------------ |
| Sablières (siège)          | 07202      | Sablièrois   | 38,98            | 144 (2014)                        | 3,7                |
| Malarce-sur-la-Thines      | 07147      |              | 37,34            | 241 (2014)                        | 6,5                |
| Montselgues                | 07163      | Montselguois | 35,87            | 90 (2014)                         | 2,5                |
| Sainte-Marguerite-Lafigère | 07266      |              | 10,07            | 98 (2014)                         | 9,7                |

## Sources
- Base Nationale de l'Intercommunalité
- Splaf
- Base aspic